# 杉森仁香
杉森 仁香（すぎもり にか、1990年 - ）は日本の小説家。

## 略歴
静岡県出身。『夏影は残る』で第30回（2021年度）やまなし文学賞を受賞。

## 作品リスト

### 小説
- 『夏影は残る』山梨日日新聞社、2022年 ISBN 978-4897106427

### エッセイ
- 「欠ける音楽」-『群像』講談社、2025年5月号
- 「出る言葉」-『書くしか。書くしかないひとたちのエッセイ集』EYEDEAR、2025年5月